# Los Petersellers contra la amenaza del Dr. Thedio
Los Petersellers contra la amenaza del Dr. Thedio fue el segundo álbum lanzado al mercado por la banda de rock española Los Petersellers.
Fue publicado en 1997 por la discográfica Big Mad y fue el responsable de que la banda adquiriera notoriedad a nivel nacional.

## Lista de canciones
| N.º | Canción                                  | Duración |
| --- | ---------------------------------------- | -------- |
| 1.  | «Compas»                                 | 02:28    |
| 2.  | «Cousteau, le Comandant»                 | 03:19    |
| 3.  | «Da, da, da»                             | 03:05    |
| 4.  | «El hombre, la tierra y cintas de video» | 03:05    |
| 5.  | «Hasta luego, Luke»                      | 02:55    |
| 6.  | «Homenaje a los Ramones»                 | 03:08    |
| 7.  | «Manolo es gay»                          | 03:22    |
| 8.  | «Nickie Lauda»                           | 04:08    |
| 9.  | «Somos los Petersellers»                 | 02:01    |
| 10. | «Surf»                                   | 03:16    |
| 11. | «Uma Thurman me toca la banana»          | 05:50    |
| 12. | «Un velero llamado libertad»             | 04:35    |